# Sebastian Arnold (Handballspieler)
Sebastian Arnold (* 6. Januar 1996 in Deutschland) ist ein deutscher Handballspieler. Seine Körpergröße beträgt 1,93 m.
Arnold begann 2002 beim TuS Stuttgart mit dem Handballspielen. 2010 wechselte er zum TSV Neuhausen. Er hatte acht Berufungen in die B-Junioren-Nationalmannschaft und gewann mit der Auswahl des Handballverbands Württemberg 2013 im Länderpokal die Deutsche Meisterschaft. In der Saison 2014/15 wurde er sowohl bei den A-Junioren in der A-Jugend-Bundesliga als auch in der ersten Mannschaft von Neuhausen eingesetzt und stieg mit dieser aus der 3. Liga ab. In der Saison 2015/16 spielte Arnold mit dem TSV Neuhausen in der Oberliga Baden-Württemberg sowie mit einem Zweitspielrecht für den deutschen Erstligisten TVB 1898 Stuttgart, wo er in elf Bundesligaspielen eingesetzt wurde. Er bekleidet die Position als Torwart.
Arnold wechselte in der Winterpause der Spielzeit 2019/20 zum Oberligisten TSV Zizishausen. Im Jahr 2020 schloss er sich der HSG Ostfildern an.
Arnold war Schüler an der Johann-Friedrich-von-Cotta-Schule in Stuttgart.